# Haute-Kotto
Haute-Kotto (franska) eller Tö-Kötö (sango) är en prefektur i Centralafrikanska republiken. Den ligger i den centrala delen av landet, 600 km nordost om huvudstaden Bangui. Antalet invånare var 90 316 vid folkräkningen 2003. Arean är 86 650 kvadratkilometer. Haute-Kotto gränsar till prefekturerna Haut-Mbomou, Mbomou, Basse-Kotto, Ouaka, Bamingui-Bangoran och Vakaga samt till det omstridda området Kafia Kingi och Sydsudan.
Haute-Kotto delas sedan 2021 in i underprefekturerna:
- Bria
- Ouadda
- Ouandjia-Kotto
- Yalinga